# In the South (Alassio)

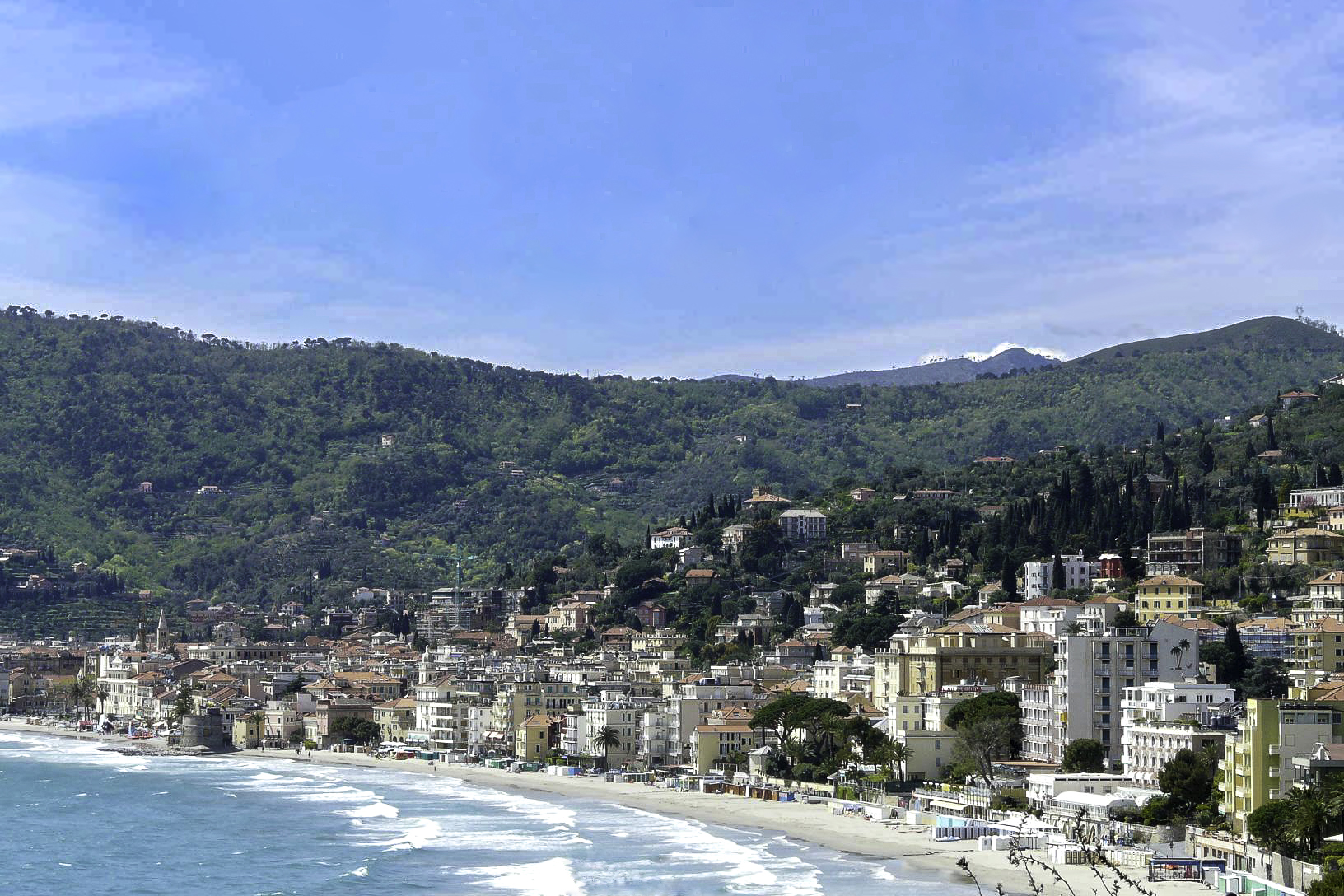
Alassio

In the South (Alassio) (en français Dans le Sud (Alassio)), op. 50, est une ouverture de concert composée par Edward Elgar durant ses vacances en famille en Italie durant l'hiver 1903/1904.
L’œuvre est dédiée « À mon ami Leo F. Schuster ».

## Histoire
Le sous-titre Alassio fait référence à une ville sur la riviera italienne où Elgar et sa famille ont passé leurs vacances. Les bâtiments, les paysages et l'histoire de la ville ont été une source d'inspiration pour lui. Il écrit plus tard :

« Alors dans un flash, tout vint à moi - les cours d'eau, les fleurs, les collines ; la neige des montagnes lointaines d'un côté et le bleu de la méditerranée de l'autre. Les combats d'armées à cet endroit même il y a longtemps, où je me tiens maintenant [...] et alors, soudainement, je revins à la réalité. Pendant ce temps j'avais composé l'ouverture - le reste n'était guère que sa retranscription. »

La première est interprétée par l'orchestre Hallé le 16 mars 1904, le troisième jour d'un festival sur Elgar au Royal Opera House à Covent Garden. Elle devait être dirigée par Hans Richter mais Elgar n'avait pas la partition prête à temps pour que Richter l'étudie avant le concert, Elgar dirige alors l'orchestre lui-même. Frank Schuster est avec les Elgars lors de la première.

## Description
La partie la plus connue de la pièce est peut-être la sérénade centrale jouée par un violon alto solo. Le juillet de la même année, Elgar tire cette partie et lui associe un poème de Shelley pour en faire un chant qu'il appelle In Moonlight (en) (au clair de lune). Il écrit plus tard plusieurs versions instrumentales intitulées Canto Popolare (en).

Extrait
La pièce dure environ 20 minutes et n'est pas structurée en mouvements.

## Instrumentation
L'œuvre est écrite pour un orchestre composé de 3 flutes (la troisième doublant un piccolo), 2 hautbois, 1 cor anglais, 2 clarinettes, 1 clarinette basse, 2 bassons, 1 contrebasson, 4 cors, 3 trompettes, 3 trombones, 1 tuba, 3 timbales, percussions et cordes.

## Enregistrements
- Bournemouth Symphony Orchestra. Dirigé par Constantin Silvestri (196?)
- London Philharmonic Orchestra. Dirigé par Georg Solti (1979)
- BBC Symphony Orchestra. Dirigé par Andrew Davis (1992)
- Bournemouth Symphony Orchestra. Dirigé par George Hurst (1995)
- Wiener Philharmoniker. Dirigé par John Eliot Gardiner (1998)
- Hallé Orchestra. Dirigé par Mark Elder (2002)